# サンキュ.
「サンキュ.」は、1995年2月22日にリリースされたDREAMS COME TRUEの17thシングル。

## 概要
- 楽曲制作当時、発売がまだ先の予定であったが1995年1月阪神・淡路大震災が発生したことを受けて翌2月にチャリティーシングルとして緊急発売し、印税は寄付や物資の援助に充てられた[2][3]。PVは制作されていない。
- 4作目のダブルミリオンを記録した7thアルバム『DELICIOUS』の先行シングル。
- 「決戦は金曜日」から前作の「すき/きづいてよ」まで1位を獲得していたが、本作は大黒摩季の「ら・ら・ら」に阻まれ2位となり連続1位記録は途切れた。累計では前作を上回る106.9万枚を記録した。（オリコン調べ）

## 楽曲解説
サンキュ.
- バッキング・トラックはパット・メセニー・グループ風。「レター･フロム･ホーム」に収録されている「スリップ・アウェイ」風のリズムをベースにメセニー風の音色のギターやライル･メイズ風のシンセが聞かれる。
- 日本テレビ『それって日テレ?』キャンペーンソング。
- 2014年11月より公募された「otoCoto presents OtoBon ソングノベルズ大賞 〜音楽を感じる小説〜 DREAMS COME TRUE編」で「サンキュ.」を元にした受賞作の小説「ニンジン乱切り五十本」（著：岡田みちよ）が2015年11月に電子書籍として発売された[4]。

The Signs of Love
- 「The signs of LOVE 〜ETERNITY “DELICIOUS” VERSION〜」は、「The signs of LOVE 〜ETERNITY “DELICIOUS” VERSION+〜」として、「サンキュ.」は表示はないものの、シングルとは別バージョンで収録されている。また2015年7月7日に発売されたオールタイム・ベストアルバム『DREAMS COME TRUE THE BEST! 私のドリカム』には、初めてドリカムの公式アルバムにシングルバージョンが収録された。「The signs of LOVE」もシングルバージョンでの収録になっているが、サブタイトルの「〜ETERNITY “DELICIOUS” VERSION〜」が省略されている。
- 映画『スワン・プリンセス/白鳥の湖』のエンディングテーマである「ETERNITY」の日本語版であるが、歌詞の内容は「ETERNITY」とは異なる。
- 映画『7月7日、晴れ』挿入歌。

## 収録曲
| 全編曲: 中村正人。 |                                                        |           |                   |      |
| #                  | タイトル                                               | 作詞      | 作曲              | 時間 |
| 1.                 | 「サンキュ.」                                          | 吉田美和  | 中村正人          | 3:30 |
| 2.                 | 「The Signs of LOVE 〜ETERNITY "DELICIOUS" VERSION〜」 | 吉田美和  | 吉田美和/中村正人 | 3:30 |
| 合計時間:          | 合計時間:                                              | 合計時間: | 合計時間:         | 7:02 |

## タイアップ
| 曲名              | タイアップ                                      |
| ----------------- | ----------------------------------------------- |
| サンキュ.         | 日本テレビ「それって日テレ?」キャンペーンソング |
| The Signs of LOVE | 映画「7月7日、晴れ」挿入歌                      |

## 収録アルバム
サンキュ.
- DELICIOUS(1995年3月25日)
- BEST OF DREAMS COME TRUE(1997年10月1日、非公式アルバム)
- DREAMS COME TRUE GREATEST HITS "THE SOUL" (2000年2月14日)
- DREAMS COME TRUE THE BEST! 私のドリカム (2015年7月7日)

The Signs of Love
- DELICIOUS (1995年3月25日、～ETERNITY “DELICIOUS” VERSION+～)
- DREAMS COME TRUE GREATEST HITS "THE SOUL" (2000年2月14日、～ETERNITY “DELICIOUS” VERSION+～)
- DREAMS COME TRUE THE BEST! 私のドリカム (2015年7月7日)

## カバー
| 楽曲          | リリース      | アーティスト             | 収録作品                                                                                | 備考 |
| ------------- | ------------- | ------------------------ | --------------------------------------------------------------------------------------- | ---- |
| サンキュ.     | 2007年6月6日  | 山本潤子                 | カバーアルバム「SONGS」                                                                 |      |
| サンキュ.     | 2014年3月26日 | BENI/UTA                 | トリビュートアルバム「私とドリカム -DREAMS COME TRUE 25th ANNIVERSARY BEST COVERS-」    |      |
| サンキュ.     | 2015年1月21日 | 徳永英明                 | カバーアルバム「VOCALIST 6」                                                            |      |
| サンキュ.     | 2015年4月1日  | 大森靖子                 | トリビュートアルバム「私とドリカム2 -ドリカムワンダーランド2015 開催記念 BEST COVERS-」 |      |
| サンキュ.     | 2024年6月5日  | 林部智史                 | カバーアルバム「カタリベ 2」                                                            |      |
| Signs of Love | 2015年4月1日  | Junho from 2PM／家原正樹 | トリビュートアルバム「私とドリカム2 -ドリカムワンダーランド2015 開催記念 BEST COVERS-」 |      |
| Signs of Love | 2017年5月3日  | Ms.OOJA                  | カバーアルバム「Ms. OOJAの、いちばん泣けるドリカム」                                    |      |